# Норт Версај (Пенсилванија)
Норт Версај (енгл. North Versailles) град је у америчкој савезној држави Пенсилванија.

## Демографија
По попису из 2000. године број становника је 11.125.
| Група             | 2000.         | 2010.    |
| Белци             | 9.747 (87,6%) | 0 (0,0%) |
| Афроамериканци    | 1.087 (9,8%)  | 0 (0,0%) |
| Азијати           | 85 (0,8%)     | 0 (0,0%) |
| Хиспаноамериканци | 54 (0,5%)     | 0 (0,0%) |
| Укупно            | 11.125        | 0        |